# Gylfi Sigurðsson
Gylfi Þór Sigurðsson, född 8 september 1989 i Reykjavík, är en isländsk professionell fotbollsspelare som spelar för Lyngby BK.

## Klubbkarriär
Sigurðsson inledde sin karriär i moderklubben Fimleikafélag Hafnarfjarðar innan han bytte klubb till Breiðablik. Han provspelade för Preston North End och Arsenal innan han skrev på för Reading FC 1 oktober 2005.

### Reading FC
Han tillbringade tre år i ungdoms- och reservlaget innan han och fem andra ungdomsspelare gavs professionella kontrakt inför säsongen 2007/2008.
Två veckor efter säsongen börjat gjorde Sigurðsson sin debut i Reading i en League Cup-match mot Luton Town, då han blev inbytt i 59:e minuten. För att få herrlagserfarenhet lånades Sigurðsson ut till Shrewsbury Town, där han gjorde mål i sin debutmatch mot Bournemouth i oktober 2008.
I februari 2009 skrev Sigurðsson på ett nödlån till Crewe Alexandra där han gjorde sin debut två dagar senare i en match mot  Brighton borta. Sigurðsson gjorde ett av målen i Crewes 4-0-seger. I mars 2009 förlängdes Sigurðssons lån fram till slutet av säsongen.
Sigurðssons första mål i Reading kom mot Burton Albion från 32 meter ut i den första omgången i League Cup den 11 augusti 2009. Första ligamålet gjordes den 19 september 2009 mot Peterborough United. I april 2010 blev Sigurðsson utsedd till mars månads bästa spelare i The Championship, före Peter Løvenkrands, Newcastle United, Graham Dorrans, West Bromwich och Adel Taarabt, QPR, då han gjorde fem mål på sex matcher under den månaden. Sigurðsson utnämndes sedan till säsongen 2009/2010:s bästa spelare i Reading före Jimmy Kebe och Ryan Bertrand, som kom på en andra- respektive tredjeplats. Sigurðsson avslutade säsongen med 21 mål på sammanlagt 44 matcher.
Hans prestationer och sin unga ålder ledde till att flera Premier League-klubbar hörde av sig angående hans tillgänglighet, men han anförtrodde sin framtid till Reading när han skrev på ett treårigt avtal i maj 2010. Den 29 augusti rapporterade dock isländska medier om att Sigurðsson skulle resa till Tyskland för en medicinsk utvärdering för 1899 Hoffenheim.

### 1899 Hoffenheim
Den 31 augusti 2010 skrev Sigurðsson på för 1899 Hoffenheim. Reading rapporterade att transferavgiften översteg deras tidigare försäljningsrekord på 6,5 miljoner pund  från försäljningen av Kevin Doyle.
Sigurðsson gjorde sin debut för 1899 Hoffenheim den 10 september 2010 när han blev inbytt i 80:e minuten i en 2-0-vinst över Schalke 04. En vecka senare gjorde han sitt första mål för Hoffenheim i en oavgjord 2-2-match mot Kaiserslautern efter att ha blivit inbytt i 77:e minuten. Han gjorde målet med sin första bollkontakt, en frispark från 20 meter som kvitterade matchen. Den 25 maj 2011 röstades Sigurðsson av 1899 Hoffenheims fans fram som säsongens spelare, trots han endast startat i 13 matcher. Han avslutade säsongen med tio mål och två assist. Under första halvan av säsongen 2011/2012 föll han i rangordningen, vilket innebar spel i endast sju ligamatcher och var kopplat till ett steg bort från klubben.

#### Utlåning till Swansea City
Detta steg togs den 1 januari 2012, då det meddelades att Sigurðsson skulle lånas ut till Premier League-klubben Swansea City för resten av säsongen. Han gjorde sin Premier League-debut för Swansea den 15 januari då han blev inbytt i halvtid och stod för den avgörande passningen till det vinnande målet i 3-2-segern över Arsenal. Den 4 februari gjorde han sitt första mål för klubben i en 2-1-seger mot West Bromwich. Som ett resultat av sin fina form fick Sigurdsson utmärkelsen Premier League Player of the Month, den första islänningen att vinna utmärkelsen. Den 28 maj enades Swansea och Hoffenheim om en övergångssumma på 6,8 miljoner pund för en permanent överföring av spelaren, med förbehåll för honom att passera en medicinsk undersökning. Efter Brendan Rodgers flytt till Liverpool kollapsade dock affären. På 18 Premier League-matcher under sin utlåning till Swansea gjorde Sigurðsson sju mål och fyra assister.

### Tottenham Hotspur
Den 4 juli 2012 bekräftades det att Sigurðsson skrivit på för Tottenham Hotspur. Han blev det första nyförvärvet för den nytillträdda huvudtränaren André Villas-Boas.